# Andrei Igorov
Andrei Igorov (ur. 10 grudnia 1939 w Braile, zm. 10 listopada 2011 tamże) – rumuński kajakarz, kanadyjkarz. Srebrny medalista olimpijski z Tokio.
Zawody w 1964 były jego jedynymi igrzyskami olimpijskimi. Drugie miejsce zajął w kanadyjce jedynce na dystansie 1000 metrów. Na mistrzostwach świata zdobył srebro w 1963 na dystansie 10 000 metrów. Na dystansie 10 000 metrów zdobył złoty medal mistrzostw Europy w 1965 i 1967 oraz srebro w 1963.